# Sebastiania bicalcarata
Sebastiania bicalcarata är en törelväxtart som först beskrevs av Johannes Müller Argoviensis, och fick sitt nu gällande namn av Ferdinand Albin Pax. Sebastiania bicalcarata ingår i släktet Sebastiania och familjen törelväxter. Inga underarter finns listade i Catalogue of Life.